# Gymnoascus boliviensis
Gymnoascus boliviensis är en svampart som beskrevs av Guarro, Ulfig & De Vroey 1992. Gymnoascus boliviensis ingår i släktet Gymnoascus och familjen Gymnoascaceae.   Inga underarter finns listade i Catalogue of Life.